# Kation
Kation – jon o ładunku dodatnim (+), w którym występuje nadmiar protonów w stosunku do elektronów. W środowisku elektrycznie obojętnym takie indywiduum chemiczne występuje zawsze w obecności jonu o ładunku przeciwnym, czyli anionu (zasada zachowania ładunku). Kationy mogą być zarówno organiczne, jak i nieorganiczne. Podczas elektrolizy stopionych soli, jak i roztworów ze zdysocjowaną substancją jonową, kationy podążają do elektrody ujemnej (o dodatnim potencjale) zwanej katodą.

## Analiza kationów metali
W chemicznej analizie jakościowej związków nieorganicznych kationy metali dzieli się na 5 grup analitycznych:
- I grupa: Ag+, Pb2+, Hg22+
- II grupa: Cd2+, Bi3+, Cu2+, As3+, As5+, Sb3+, Sb5+, Sn2+, Sn4+ i Hg2+
- III grupa: Zn2+, Ni2+, Co2+, Mn2+, Fe2+, Fe3+, Al3+ i Cr3+
- IV grupa: Ca2+, Sr2+ i Ba2+
- V grupa: Mg2+, Li+, Na+, K+ i NH4+

Dla każdej grupy stosuje się inne, charakterystyczne reakcje wykrywania.

## Przykłady kationów

### Nieorganiczne
- jon wodorowy H+ (w wodzie występujący m.in. jako jon hydroniowy H3O+, kation Zundela H5O+2 i kation Eigena H9O+4)
- kationy metali
- kationy kompleksowe
- kation amonowy NH+4
- jon nitroniowy NO+2

### Organiczne
- karbokationy, np. karbokation trytyliowy (Ph
3)
3C+
- sprotonowane aminy, np. kation pirydyniowy PyH+
- czwartorzędowe kationy amoniowe typu NR+4